# Gare de Haijima
La gare de Haijima (拝島駅, Haijima-eki) est une gare de la ville d'Akishima dans la préfecture de Tokyo au Japon. Elle est exploitée par les compagnies JR East et Seibu.

## Situation ferroviaire
La gare est située au point kilométrique (PK) 6,9 de la ligne Ōme et au PK 9,9 de la ligne Hachikō. Elle marque le début de la ligne Itsukaichi et la fin de la ligne Seibu Haijima.

## Historique
La gare est inaugurée le 19 novembre 1894. La partie Seibu ouvre le 15 mai 1968. 

## Service des voyageurs

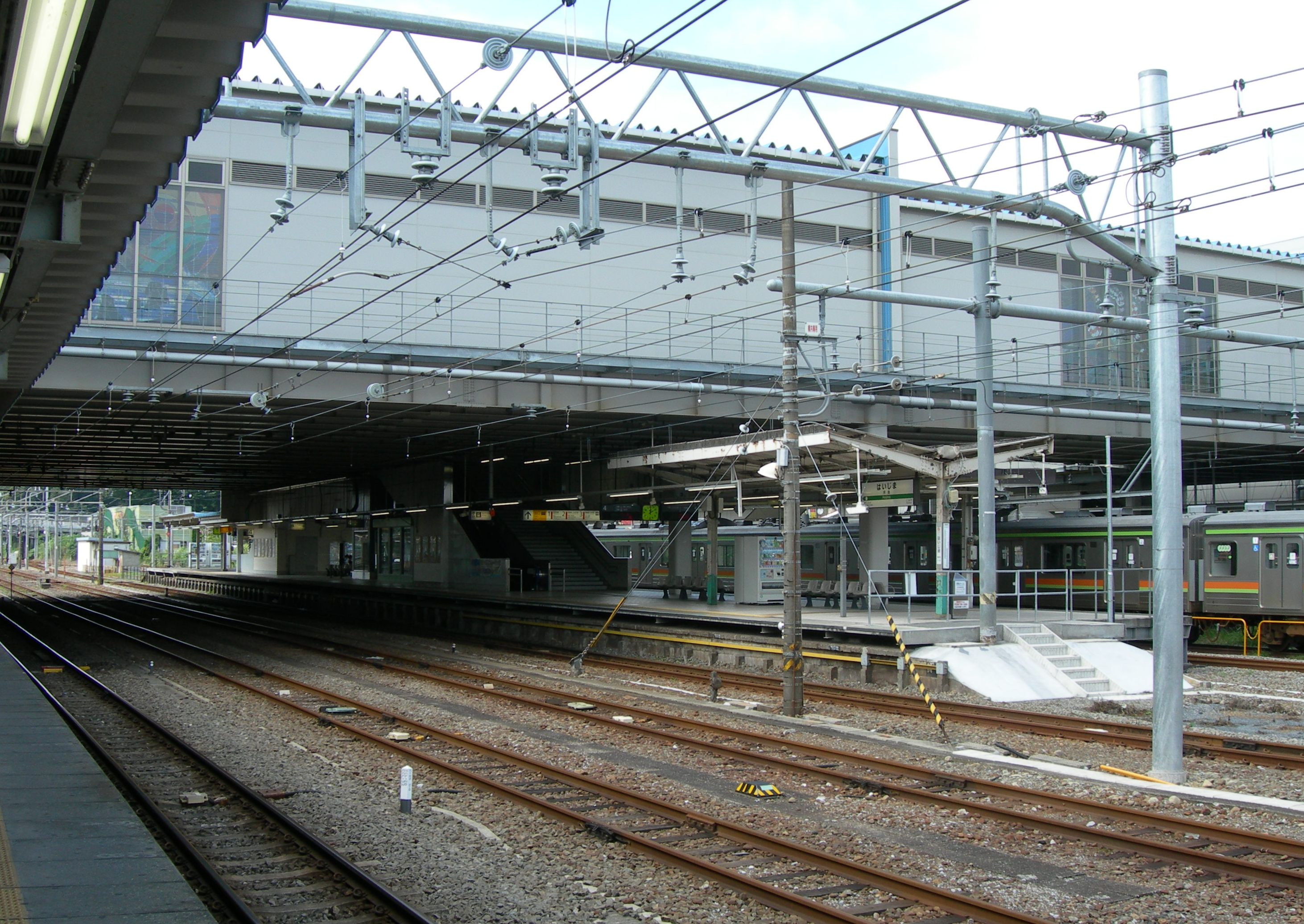
Vue des quais.

### Accueil
La gare dispose d'un bâtiment voyageurs, avec guichets, ouvert tous les jours.

## Dispositions des quais

### JR East
- Ligne Itsukaichi :
  - voie 1 : direction Musashi-Itsukaichi
- Ligne Ōme :
  - voie 2 : direction Ōme et Okutama
  - voie 3 : direction Tachikawa
- Ligne Hachikō :
  - voie 4 : direction Komagawa
  - voie 5 : direction Hachiōji

### Seibu
- Ligne Haijima :
  - voies 6 et 7 : direction Kodaira et Seibu-Shinjuku